# Lobelia gruina
Lobelia gruina är en klockväxtart som beskrevs av Antonio José Cavanilles. Lobelia gruina ingår i släktet lobelior, och familjen klockväxter.

## Underarter
Arten delas in i följande underarter:
- L. g. gruina
- L. g. peduncularis